# Сигарев, Василий Владимирович
Васи́лий Влади́мирович Си́гарев (род. 11 января 1977, Верхняя Салда, Свердловская область, СССР) — российский драматург, режиссёр театра и кино, сценарист, продюсер, оператор, монтажёр. Лауреат премий «Дебют», «Антибукер», «Эврика», «Новый стиль», «Evening Standard Awards», «Кинотавр».

## Биография
Родился 11 января 1977 года в Верхней Салде. Учился в Нижнетагильском педагогическом институте, окончил Екатеринбургский государственный театральный институт по специальности «драматургия», семинар Николая Коляды (2003).
Единственным повлиявшим на Сигарева произведением искусства он сам называет фильм «Иди и смотри» Элема Климова.
В 2015 году в Московский театр Олега Табакова дебютировал постановкой спектакля «Вий» по повести Н. В. Гоголя, в основу которого легла собственная инсценировка.
С 2003 по 2020 год состоял в отношениях с актрисой Яной Трояновой. От первого брака есть дочь Елизавета.

## Общественная позиция
Является противником безальтернативных выборов, клерикализации российского общества, а также политического преследования «Гоголь-центра».

## Фильмография

### Режиссёр
- 2009 — Волчок
- 2012 — Жить
- 2015 — Страна ОЗ

### Сценарист
- 2005 — Продаётся детектор лжи (пьеса)
- 2009 — Волчок
- 2012 — Жить
- 2014 — До свидания, мама
- 2015 — Страна ОЗ
- 2017 — Гупёшка
- 2023 — Медея
- 2023 — Товарищ майор (в производстве)
- 2023 — Бэби-тур[8]

#### Короткометражки
- 2007 — Сахар (по мотивам стихотворения П. Элюара)
- 2014 — #Крымнаш
- 2017 — Z

## Экранизации пьес Сигарева
- 2021 — «Фантомные боли» (короткометражный фильм — дипломная работа студента Санкт-Петербургского государственного института кино и телевидения Вячеслава Беломестных).

## Произведения
- «Пластилин»
- «Чёрное молоко»
- «Агасфер»
- «Божьи коровки возвращаются на землю»
- «Гупёшка»
- «Детектор лжи»
- «Замочная скважина»
- «Любовь у сливного бачка»
- «Метель» (по мотивам повести А. С. Пушкина)
- «Семья вурдалака»
- «Пышка» (по мотивам новеллы Ги де Мопассана)
- «Русское лото»
- «Фантомные боли»
- «Яма»
- «Парфюмер» (по мотивам романа Патрика Зюскинда)
- «Киднеппинг по-новорусски, или Вождь малиновопиджаковых» (по мотивам рассказа О. Генри «Вождь краснокожих»)
- «Волчок» (Киносценарий)
- «В моём омуте»
- «Алексей Каренин» (Пьеса по мотивам романа Л. Н. Толстого «Анна Каренина»)

## Спектакли
- «Любовница» (театр «Бенефис»)
- «Гупёшка» РАМТ
- «Пышка» (МХТ), спектакль снят с показа
- «Метель» (МХТ)
- «Детектор лжи» (театр «Сфера»)
- «Фантомные боли»
- «Каренин» (МХТ)
- «Пластилин» (Центр драматургии и режиссуры Казанцева/Рощина), спектакль снят с показа
- «Божьи коровки возвращаются на землю» (театр Гоголя), спектакль снят с показа
- «Похищение», Санкт-Петербургский театр «Русская антреприза» имени Андрея Миронова[9]
- «Каренин», Театр на Спасской, режиссёр Егор Чернышов, сценография — Николай Слободяник. Премьера состоялась 7 октября 2016 г.

Постановки в театрах Москвы, Санкт-Петербурга, Екатеринбурга, Лондона, Гамбурга и др.

## Награды и премии
- «Дебют» (2000)
- «Антибукер» (2000)
- «Эврика» (2002)
- «Новый стиль» (2002)
- «Evening Standard Awards[англ.]» (2002)
- За фильм «Волчок»:

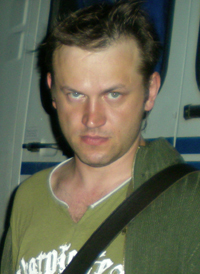
Василий Сигарев в июне 2008 года

  - Кинофестиваль «Кинотавр» в Сочи (2009):
    - Главный приз кинофестиваля
    - Приз «Российской гильдии кинокритиков»
    - Приз им. Г. Горина «За лучший сценарий»

  - Специальное упоминание FICC (International Federation of Film Societies) на 44 МКФ в Карловых Варах (2009)
  - Приз за лучший международный художественный фильм на МКФ в Цюрихе (2009)
  - 39 МКФ «Молодость» в Киеве (2009):
    - Приз Международной федерации кинопрессы FIPRESCI
    - Приз Международной федерации киноклубов FICC «Дон Кихот»
    - Специальный диплом Экуменического жюри

  - Главный приз фестиваля Douro film harvest (Португалия) (2009)
  - Главный приз Kunst Film Biennale (Кёльн, Германия) (2009)
  - Лучший дебютный фильм в Онфлёр (Франция) (2009)
  - Национальная премия кинокритики и кинопрессы «Белый слон»:
    - Приз за лучший фильм
    - Приз за лучший фильм-дебют

  - Приз за лучшую режиссуру на Batumi International Art House Film Festival (Грузия) (2009)
  - Приз фестиваля «Спутник над Польшей» (2009)
- За фильм «Жить»:
  - Главный приз фестиваля восточноевропейского кино «goEast» в Висбадене (2012)[10]
  - 23 открытый российский кинофестиваль «Кинотавр» (2012):
    - Приз за лучшую режиссуру
    - Приз Гильдии киноведов и кинокритиков
- Премия «Имя» на фестивале «Текстура» в Перми[11] (2013)
- За фильм «Страна ОЗ»:
  - Кинофестиваль «Кинотавр» в Сочи (2015)[12]:
    - Приз имени Григория Горина за лучший сценарий[13]
    - Приз «Российской гильдии кинокритиков»

  - 22 ММКФ «Лістапад» в Минске (2015):
    - Диплом «За высокую художественность звукового решения»
- Сценарная премия «Слово» имени Валентина Черных за лучший сценарий полнометражного фильма (2016)[14]

## Участие в драматургических фестивалях
- «Любимовка»(2000)
- «Щелыково» (2000)